# 임고중학교
임고중학교(臨皐中學校)는 경상북도 영천시 임고면에 있었던 공립 중학교이다.

## 학교 연혁
- 1971. 01. 25 공립 임고중학교 인가(9학급 남녀공학)
- 1971. 03. 23 개교식 거행
- 1976. 03. 01 15학급 인가
- 1987. 12. 26 증축 2개교실, 수세식 변소 준공
- 1989. 03. 06 9학급 인가
- 1990. 05. 30 컴퓨터실 설치
- 1994. 06. 03 학교 방송실 설치
- 1994. 07. 08 LAN 시설
- 1996. 09. 01 교문 및 투시원장 설치
- 1996. 09. 10 교실바닥 개체(3실) 및 가사 조리실 설치
- 1997. 03. 01 자양중학교 성곡분교와 통합
- 1999. 02. 06 종합정보관리시스템 구축
- 2001. 03. 01 3학급 인가
- 2003. 12. 18 과학실 현대화 사업
- 2006. 12. 12 학교도서관 현대화 사업
- 2009. 12. 24 경상북도 학교평가 최우수상 수상
- 2010. 02. 08 영어전용실 설치
- 2010. 09. 01 기술가정실 현대화 사업
- 2013. 02. 15 제40회 졸업(11명, 졸업생 누계 6,034명)
- 2013. 03. 01 제19대 감명숙 교장 취임
- 2013. 03. 04 입학(12명)
- 2014. 02. 13 제41회 졸업(10명, 졸업생 누계 6,044명)
- 2014. 03. 02 입학(10명)
- 2015. 02. 12 제42회 졸업(23명, 졸업생 누계 6,067명)
- 2015. 03. 01 제20대 윤강희 교장 취임
- 2015. 03. 02 입학(15명)
- 2016. 02. 29 폐교 및 기숙형 중학교 별빛중학교로 통합[1], 45년만에 폐업

## 참고 자료
- 임고중학교 - 한국교육학술정보원 학교알리미